# Rimondeix
Rimondeix – miejscowość i dawna gmina we Francji, w regionie Nowa Akwitania, w departamencie Creuse. W dniu 1 stycznia 2016 roku z połączenia dwóch ówczesnych gmin – Parsac oraz Rimondeix – utworzono nową gminę Parsac-Rimondeix. W 2013 roku populacja Rimondeix wynosiła 75 mieszkańców. 